# Peschani (Anapa, Krasnodar)
Peschani (del ruso: Песчаный) es un jútor del ókrug urbano de la ciudad-balneario de Anapa del krai de Krasnodar, en el sur de Rusia. Está situado a orillas del limán de Vitiázevo, al sur de la desembocadura del río Gostagaika, en la llanura entre las estribaciones de poniente del Cáucaso Occidental y la costa del mar Negro, 14 km al norte de la ciudad de Anapa y 132 km al oeste de Krasnodar. Tenía 268 habitantes en 2010.
Pertenece al municipio rural Primórskoye.